# Dzmitryj Daščynski
Dzmitryj Uladzimiravič Daščynski, accreditato come Dmitri Dashinski dalla FIS (in bielorusso Дзмітрый Уладзіміравіч Дашчынскі?; Minsk, 9 novembre 1977), è uno sciatore freestyle bielorusso, specialista dei salti.

## Biografia
In Coppa del Mondo ha esordito il 9 dicembre 1995 a Tignes (14º), ha ottenuto il primo podio il 25 gennaio 1997 a Breckenridge (3º) e la prima vittoria il 17 gennaio 1999 a Steamboat.
Nel 2006 ha vinto la Coppa del Mondo di specialità dei salti.
In carriera ha partecipato a cinque edizioni dei Giochi olimpici invernali, 
Nagano 1998 (3º nei salti), Salt Lake City 2002 (7º nei salti), Torino 2006 (2º nei salti), Vancouver 2010 (11º nei salti) e Soči 2014 (8º nei salti), e a otto dei Campionati mondiali, vincendo due medaglie.

## Palmarès

### Olimpiadi
- 2 medaglie:
  - 1 argento (salti a Torino 2006)
  - 1 bronzo (salti a Nagano 1998)

### Mondiali
- 2 medaglie:
  - 2 argenti (salti a Whistler 2001; salti a Madonna di Campiglio 2007)

### Coppa del Mondo
- Miglior piazzamento in classifica generale: 2º nel 1999
- Vincitore della Coppa del Mondo di salti nel 2006
- 30 podi:
  - 13 vittorie
  - 8 secondi posti
  - 9 terzi posto

#### Coppa del Mondo - vittorie
| Data             | Luogo           | Paese       | Disciplina |
| ---------------- | --------------- | ----------- | ---------- |
| 17 gennaio 1999  | Steamboat       | Stati Uniti | AE         |
| 24 gennaio 1999  | Heavenly        | Stati Uniti | AE         |
| 27 gennaio 2001  | Sunday River    | Stati Uniti | AE         |
| 5 dicembre 2003  | Ruka            | Finlandia   | AE         |
| 31 gennaio 2004  | Deer Valley     | Stati Uniti | AE         |
| 5 marzo 2005     | Špindlerův Mlýn | Rep. Ceca   | AE         |
| 18 dicembre 2005 | Changchun       | Cina        | AE         |
| 14 gennaio 2006  | Deer Valley     | Stati Uniti | AE         |
| 5 febbraio 2006  | Špindlerův Mlýn | Rep. Ceca   | AE         |
| 19 febbraio 2006 | Apex            | Canada      | AE         |
| 22 dicembre 2007 | Lianhua         | Cina        | AE         |
| 17 marzo 2012    | Myrkdalen-Voss  | Norvegia    | AE         |
| 12 gennaio 2013  | Val Saint-Côme  | Canada      | AE         |

Legenda:

AE = salti